# Фолс-Пасс (Аляска)
Фолс-Пасс (англ. False Pass) — місто (англ. city) в США, в окрузі Східні Алеутські острови штату Аляска. Населення — 397 осіб (2020).

## Географія
Розташоване на східному краю острова Унімак; невелика частина міста (26,093 км) розташована на західному краю півострова Аляска. Острів відділений від материка невеликою протокою Ісаноцький, ширина якої становить близько 600 м в самій вузькій частині. В межах міста розташовуються занедбані села Моржевий та Ікатан.
Фолс-Пасс розташований за координатами 54°52′21″ пн. ш. 163°20′3″ зх. д. / 54.87250° пн. ш. 163.33417° зх. д. (54.872441, -163.334268).  За даними Бюро перепису населення США в 2010 році місто мало площу 176,43 км², з яких 69,89 км² — суходіл та 106,54 км² — водойми.

### Клімат
Місто знаходиться у зоні, котра характеризується кліматом полярних пустель. Найтепліший місяць — серпень із середньою температурою 9,7 °C (0 °F). Найхолодніший місяць — лютий, із середньою температурою -1,1 °С (0 °F).
| Клімат Фолс-Пасса       | Клімат Фолс-Пасса | Клімат Фолс-Пасса | Клімат Фолс-Пасса | Клімат Фолс-Пасса | Клімат Фолс-Пасса | Клімат Фолс-Пасса | Клімат Фолс-Пасса | Клімат Фолс-Пасса | Клімат Фолс-Пасса | Клімат Фолс-Пасса | Клімат Фолс-Пасса | Клімат Фолс-Пасса | Клімат Фолс-Пасса |
| Показник                | Січ.              | Лют.              | Бер.              | Квіт.             | Трав.             | Черв.             | Лип.              | Серп.             | Вер.              | Жовт.             | Лист.             | Груд.             | Рік               |
| Абсолютний максимум, °C | 13,9              | 14,4              | 14,4              | 15                | 21,1              | 23,3              | 23,3              | 22,2              | 16,7              | 14,4              | 20,6              | 23,3              | 23,3              |
| Середній максимум, °C   | 1,9               | 1,4               | 1,8               | 2,9               | 5,3               | 8,4               | 10,8              | 11,3              | 9,7               | 6,7               | 3,7               | 2,4               | 5,6               |
| Середня температура, °C | −0,3              | −1,1              | 0                 | 1                 | 3,8               | 6,5               | 8,8               | 9,7               | 8,1               | 4,6               | 2,5               | 0,1               | 3,6               |
| Середній мінімум, °C    | −2,1              | −3,2              | −3,1              | −1,2              | 1,2               | 3,8               | 6                 | 7,1               | 6                 | 2,8               | −0,3              | −1,6              | 1,3               |
| Абсолютний мінімум, °C  | −15               | −18,3             | −10,6             | −10               | −5,6              | −3,9              | −2,2              | −3,9              | −6,7              | −10,6             | −16,1             | −20,6             | −20,6             |
| Норма опадів, мм        | 61                | 78                | 74                | 67                | 50                | 60                | 57                | 64                | 82                | 117               | 83                | 59                | 851               |
| Днів з опадами          | 12                | 12                | 12                | 11                | 12                | 11                | 14                | 16                | 17                | 20                | 20                | 15                | 172               |
| ----------------------- | ----------------- | ----------------- | ----------------- | ----------------- | ----------------- | ----------------- | ----------------- | ----------------- | ----------------- | ----------------- | ----------------- | ----------------- | ----------------- |
| Джерело: Weatherbase    |                   |                   |                   |                   |                   |                   |                   |                   |                   |                   |                   |                   |                   |

## Демографія

### Перепис 2010
Згідно з переписом 2010 року, у місті мешкало 35 осіб у 15 домогосподарствах у складі 9 родин. Густота населення становила 0 осіб/км².  Було 40 помешкань (0/км²).
Расовий склад населення:
| - 77,1 % — корінних американців - 20,0 % — білих - 2,9 % — азіатів |

До двох чи більше рас належало 0,0 %. Частка іспаномовних становила 0,0 % від усіх жителів.
За віковим діапазоном населення розподілялося таким чином: 28,6 % — особи молодші 18 років, 60,0 % — особи у віці 18—64 років, 11,4 % — особи у віці 65 років та старші. Медіана віку мешканця становила 32,8 року. На 100 осіб жіночої статі у місті припадало 118,8 чоловіків;  на 100 жінок у віці від 18 років та старших — 108,3 чоловіків також старших 18 років.
Середній дохід на одне домашнє господарство  становив 69 090 доларів США (медіана — 55 625), а середній дохід на одну сім'ю — 99 870 доларів (медіана — 108 750). За межею бідності перебувало 5,4 % осіб, у тому числі 0,0 % дітей у віці до 18 років та 0,0 % осіб у віці 65 років та старших.
Цивільне працевлаштоване населення становило 33 особи. Основні галузі зайнятості: публічна адміністрація — 45,5 %, освіта, охорона здоров'я та соціальна допомога — 21,2 %, виробництво — 9,1 %, транспорт — 6,1 %.

### Перепис 2000
За даними переписом 2000 року населення статистично відокремленої місцевості становило 64 особи. Расовий склад: корінні американці — 62,50 %; білі американці — 26,56 %; представники інших рас — 1,56 %; представники двох і більше рас — 9,38 %.
З 22 домашніх господарств в 31,8 % — виховували дітей віком до 18 років, 22,7 % представляли собою подружні пари, які спільно проживають, в 18,2 % сімей жінки проживали без чоловіків, 36,4 % не мали родини. 31,8 % від загального числа сімей на момент перепису жили самостійно, при цьому 9,1 % склали самотні літні люди у віці 65 років та старше. В середньому домашнє господарство ведуть 2,91 особи, а середній розмір родини — 3,79 особи.
Частка осіб у віці молодше 18 років — 35,9 %; осіб старше 65 років — 4,7 %. Середній вік населення — 32 роки. На кожні 100 жінок припадає 100 чоловіків; на кожні 100 жінок у віці старше 18 років — 115,8 чоловіків.

## Транспорт
Єдиними засобами сполучення з містом служать човни та авіація. Є невеликий аеропорт.

## Галерея

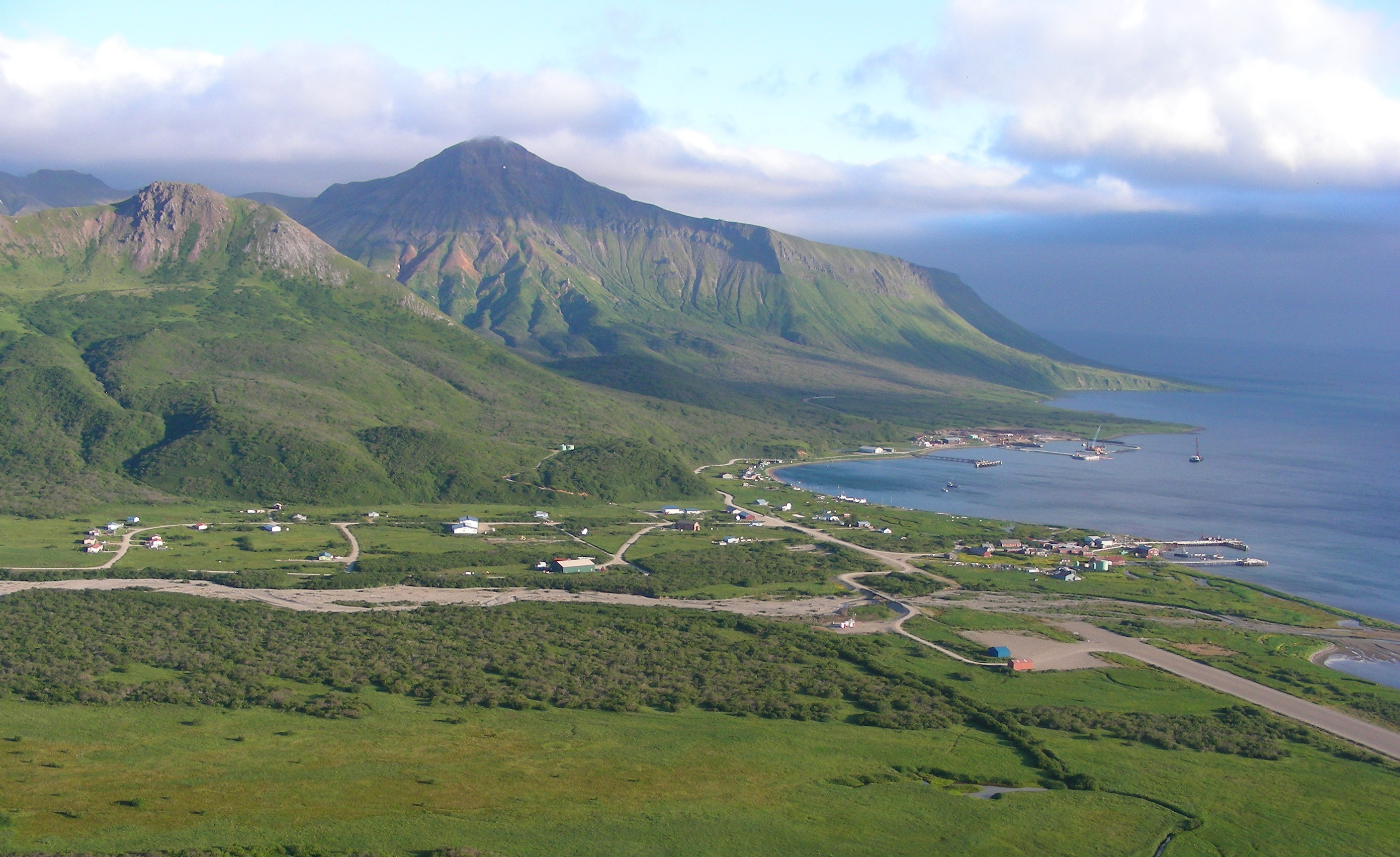
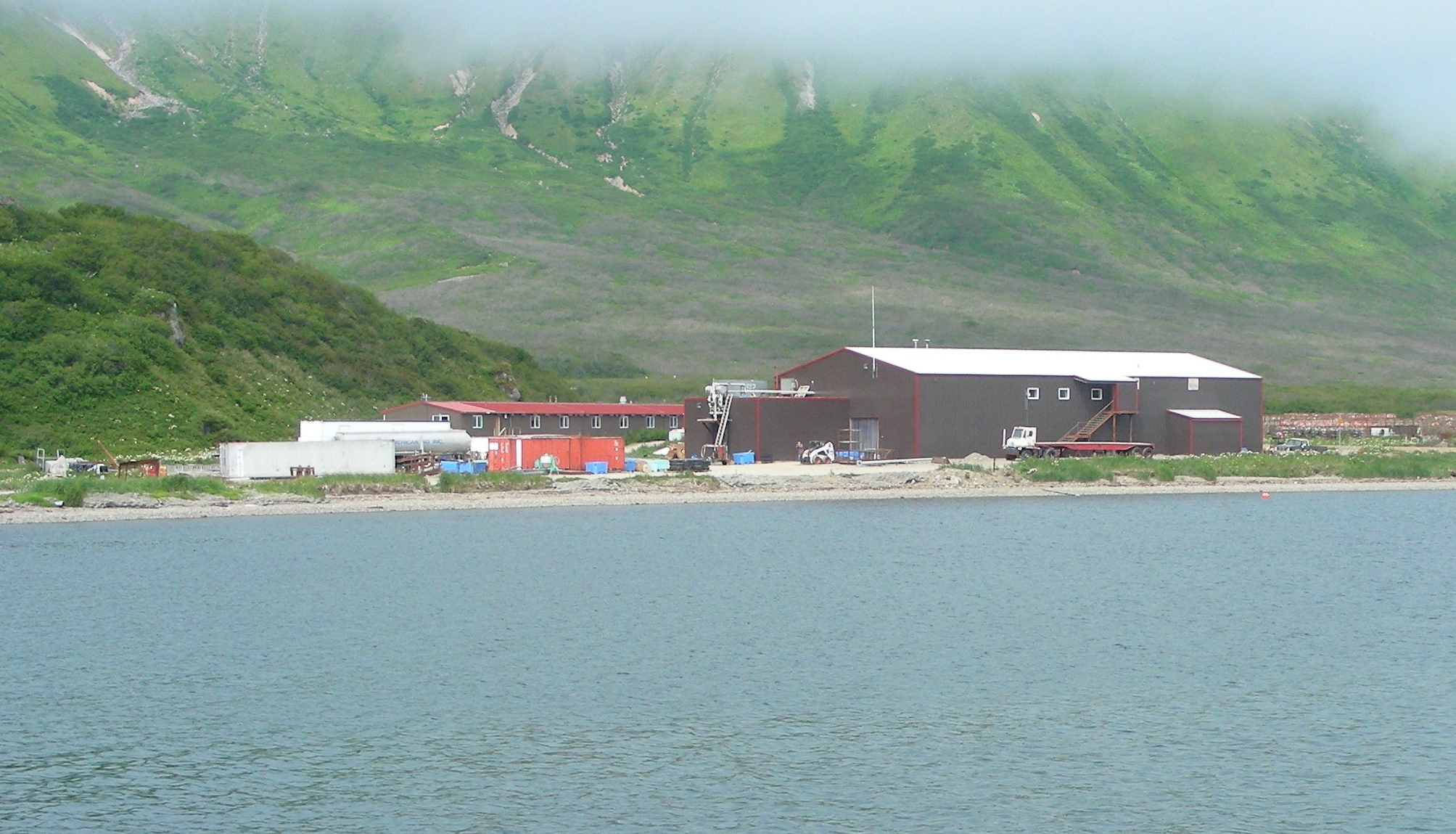
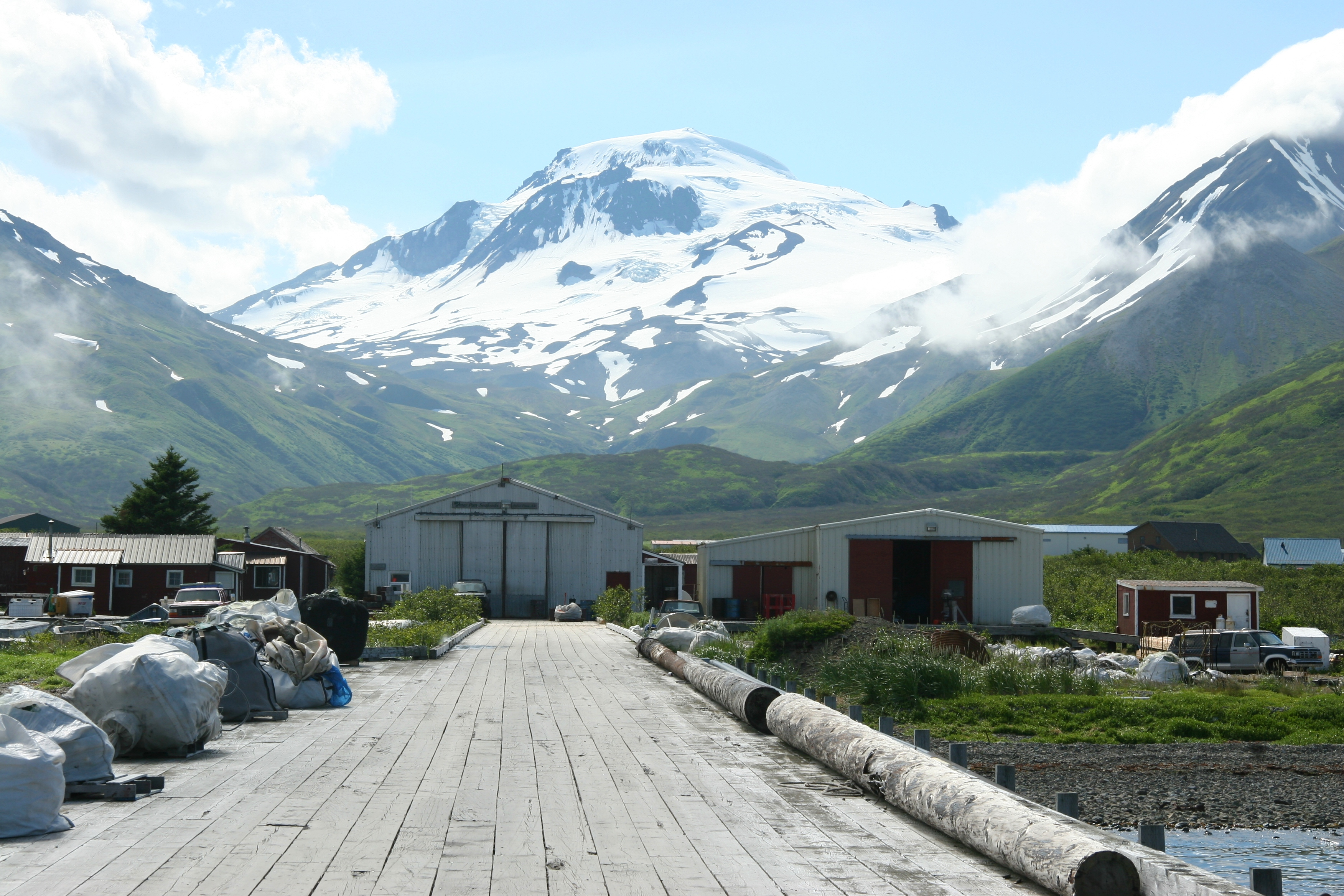